# Хильденская пустошь

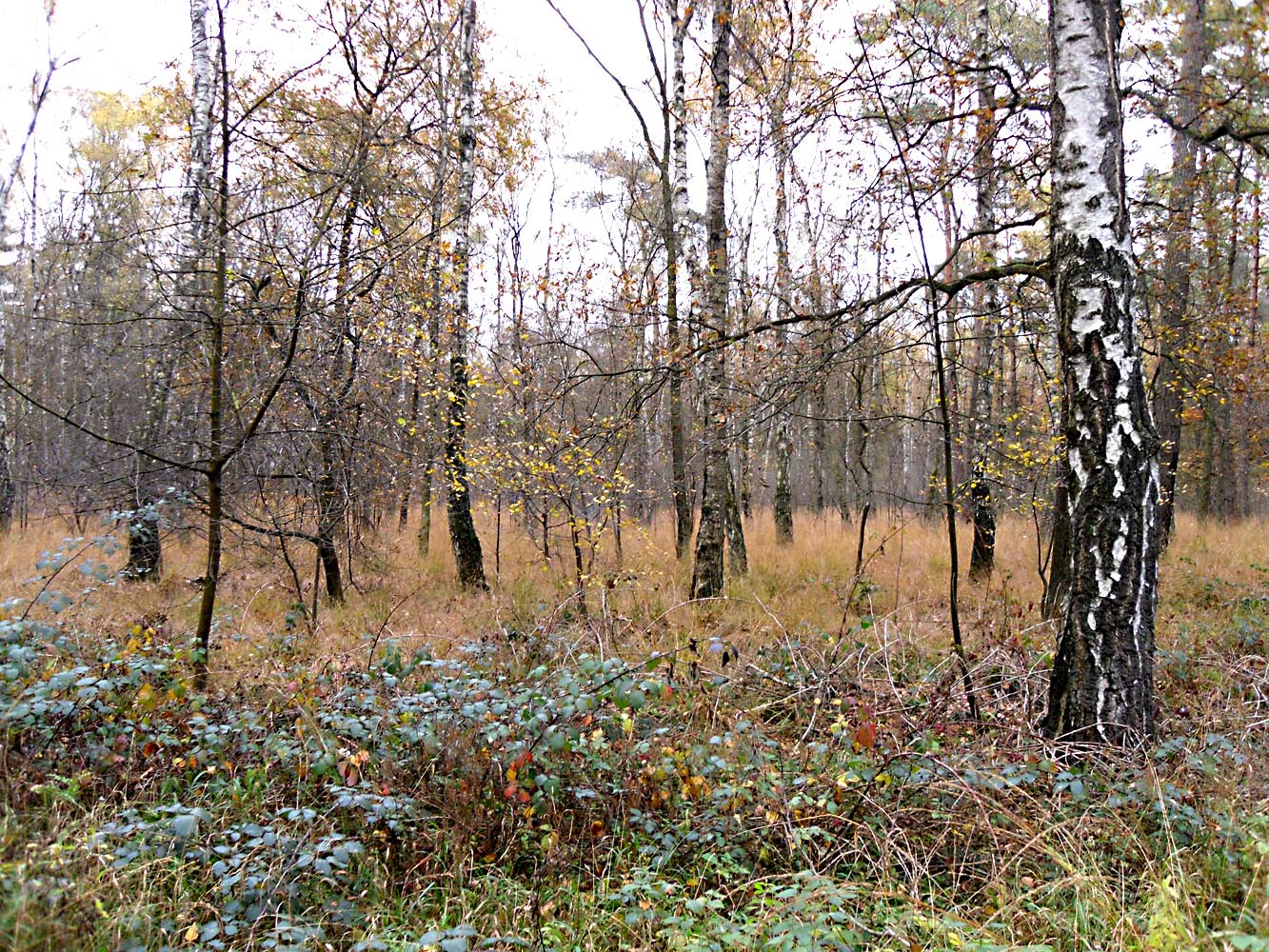
Хильденская пустошь.

Хильденская пустошь (нем. Hildener Heide) — часть пояса пустошей, тянущихся вдоль Рейна в Северном Рейне-Вестфалии. Чаще всего это холмистая территория, засаженная лесом.

## Положение

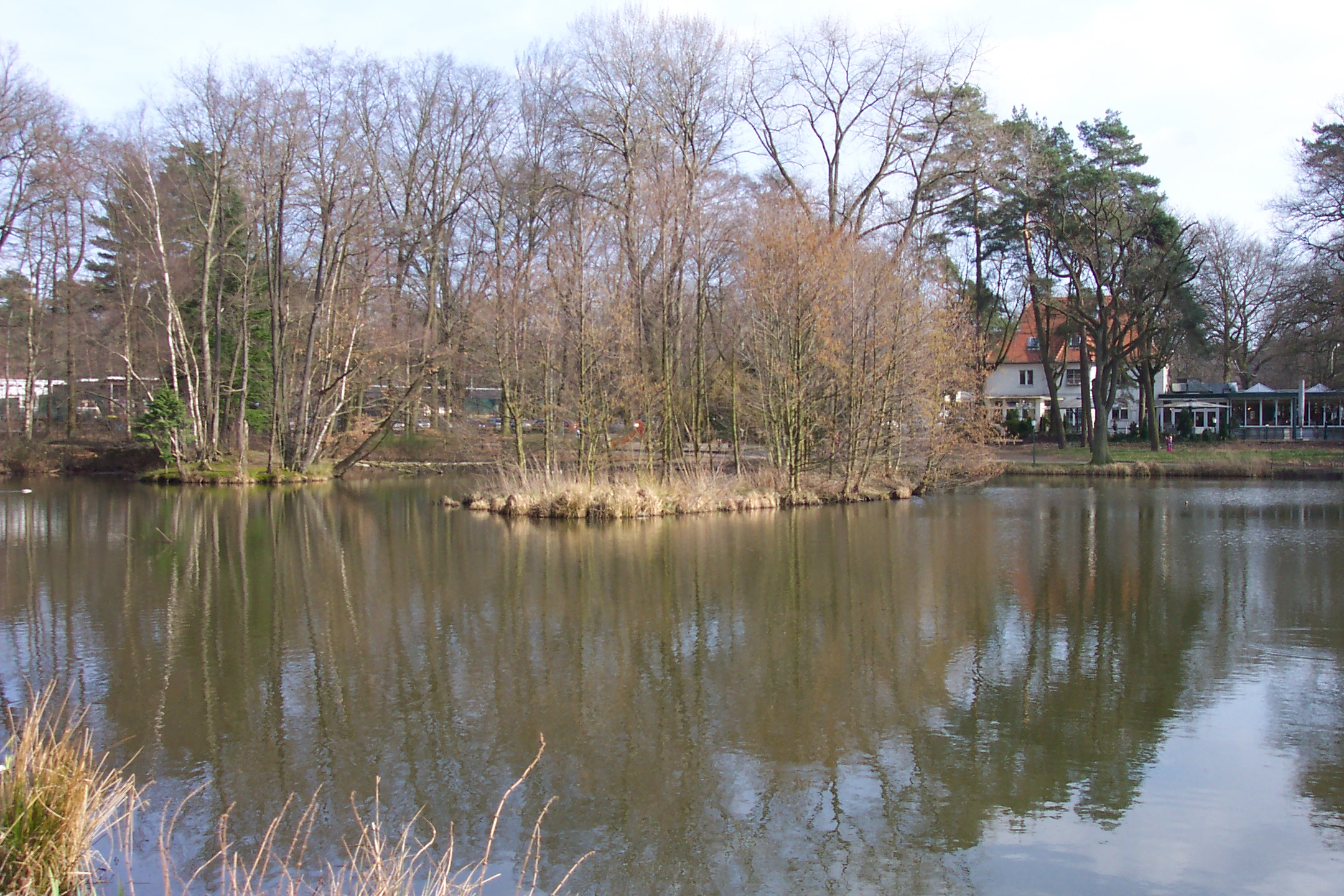
Озеро у ресторана 12 апостолов.

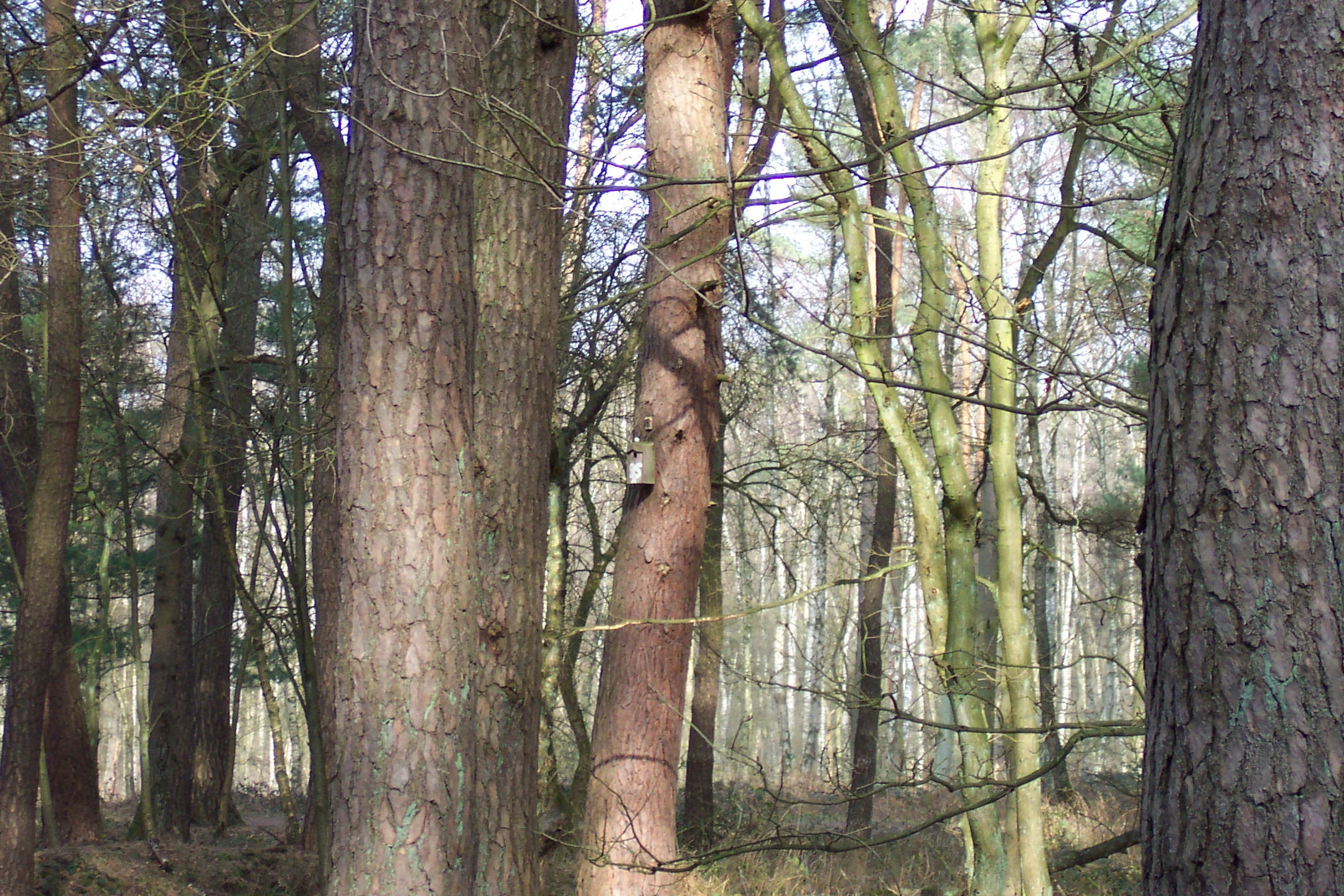
Типичный лес Хильденской пустоши.

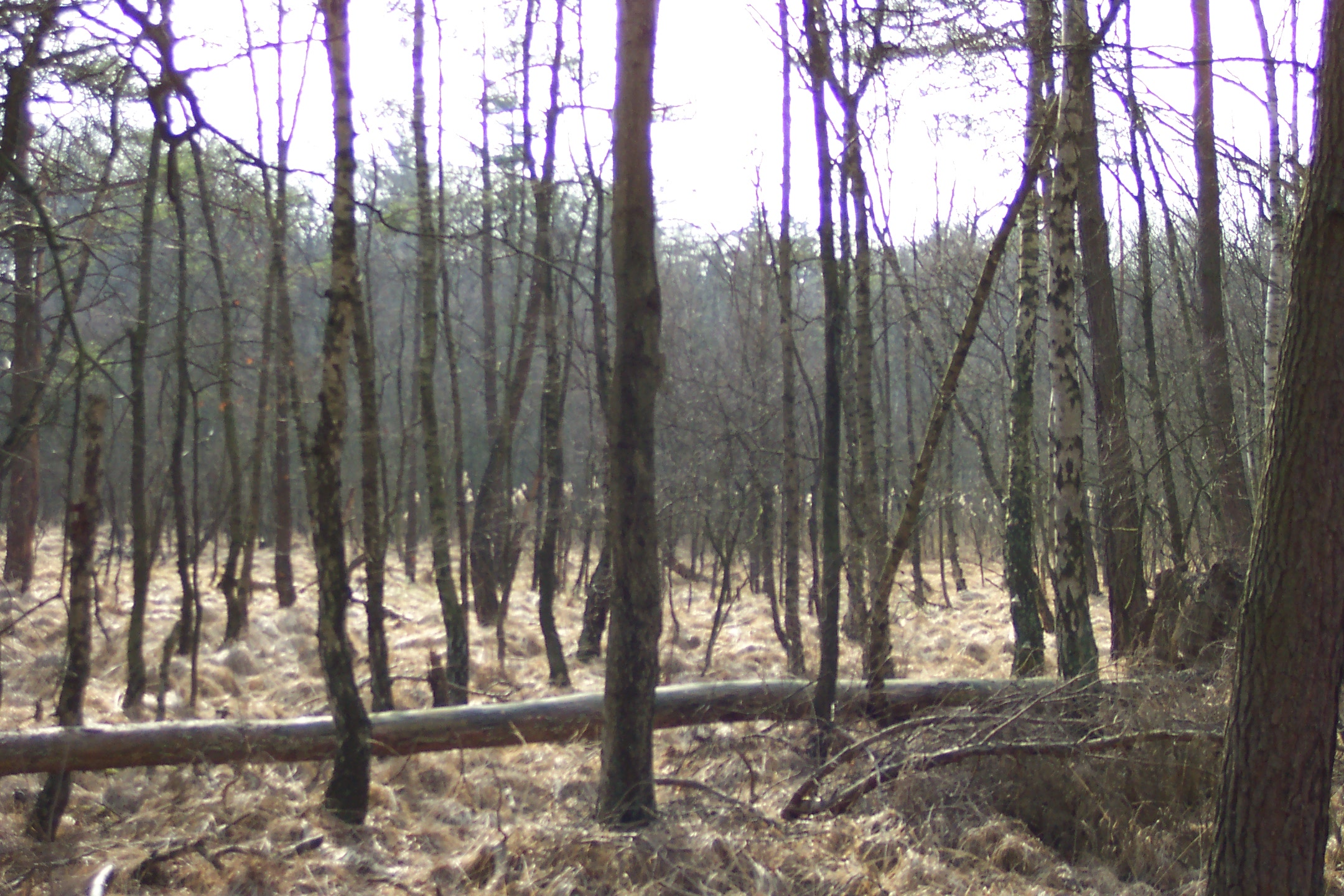
Заболоченный участок пустоши.

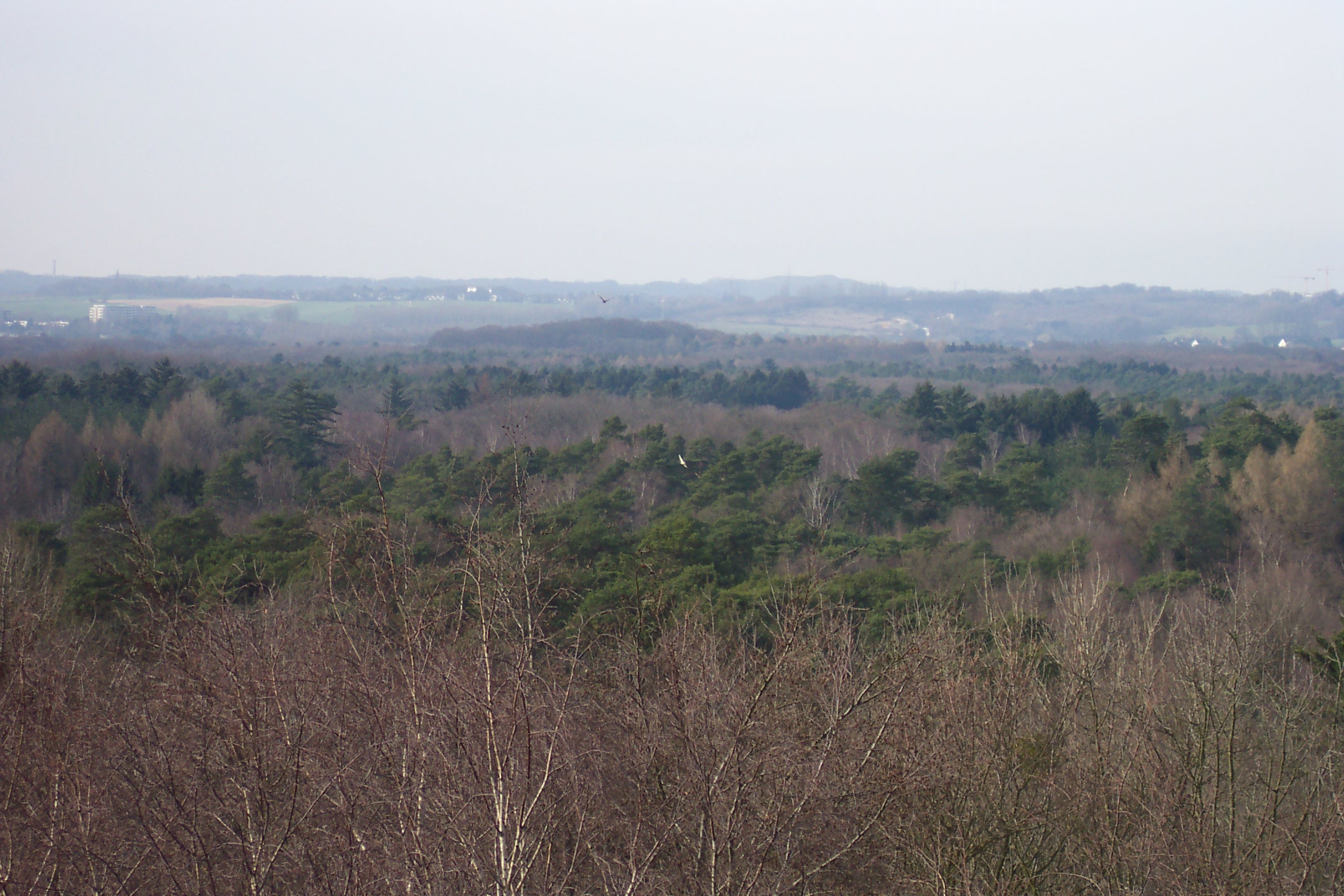
Хильденская пустошь. Вид с обзорной башни.

Территориально Хильденская пустошь расположена восточнее города Хильден и частично превращена в заповедную территорию. С запада пустошь ограничена автобаном A 3, на севере автобаном А 46, на востоке городом Хан, а на юге рекой Иттер.

## Общая характеристика
В геологическом отношении Хильденская пустошь представляет собой часть Средней террасы Рейна с высотами от 60 до 100 метров. Терраса сложена песчано-галечными отложениями и с поверхности частично перевеянными древними дюнами. Подстилается терраса мелкими, хорошо отсортированными морскими песками верхнего олигоцена, а ещё глубже — разноцветными сланцевыми породами среднего девона.
Автодорога федерального значения В 228 (Эльберфельдер Штрассе (Elberfelder Straße) между Хильденом и Ханом рассекает пустошь на две неравные части: большую северную и малую южную.

### Южная часть
В отличие от расположенной ещё южнее Олигской пустоши, здесь наблюдаются обширные площади настоящей пустоши, заросшей вереском, особенно в районе Песчаной горы (Sandberg), имеющей абсолютную высоту 106.2 м над уровнем моря. Немного западнее располагается наивысшая точка пустоши — гора Яберг (Jaberg) с отметкой 106,6 м н.у.м. И ещё западнее, сразу за горой, впритык к автодороге B 228 расположены казармы единственного в ФРГ учебного музыкального корпуса бундесвера.

### Северная часть
Характеризуется отсутствием населённых пунктов. В отличие от южной части, территория рассечена на отдельные части небольшими водотоками, среди которых выделяются Бизенбах (Biesenbach), Бюренбах (Bürenbach), Зандбах (Sandbach), Кребсбах (Krebsbach), Хюннербах (Hühnerbach). Наивысшие отметки местности в пределах 80-86 м н.у.м. Вся западная часть территории засажена лесом, а на открытых восточных площадях разместился центр планеризма.

## Туризм
Территория Хильденской пустоши активно используется туристами и отдыхающими. Здесь проложено несколько маркированных велосипедных и пешеходных туристских маршрутов (А1, А2, А3) и оборудованы площадки для физических упражнений.

## Карты и литература
- Топографический атлас «3 am Rhein». Масштаб 1:20 000, изд-во картографических служб Дюссельдорфа, Крефельда и Нойса, 2006 год, стр. 44.  (нем.)
- Топографическая карта 4807 Hilden. Масштаб 1:25 000, изд-во Landesvermessungsamt Nordrhein-Westfalen, 17-е издание, 2000 год. ISBN 3-89439-189-8  (нем.)
- Геологическая карта 4807 Hilden. Масштаб 1:25 000, изд-во Прусской геол. службы, Берлин 1928 год  (нем.)
- Пояснение к геологической карте, лист Хильден № 2780 (4807), Изд-во Прусской геол. службы, Берлин, 1930 год, 37 стр.  (нем.)